# 周濂
周濂（1889年—1950年），遼寧開原人。中华民国陆军上将，东北军将领。

## 生平
清光緒十五年（1889年）生。畢業於奉天陸軍軍官學校。曾任東三省兵工廠會辦，東北邊防軍司令長官公署軍事廳副廳長兼軍務處處長，東北講武堂教育長。1931年，任東北陸海空軍司令部副司令遼寧辦事處參謀長。1931年九一八事變爆發後，赴北平。1936年1月，获授陸軍中將。1946年7月31日，获授陸軍上將。
1950年，周濂逝世。1950年6月安葬在北京东北义园。